# 劉琠
劉琠（?—?），并州晉陽（今山西太原）人，沙陀族。为李克用的列校，刘知远、刘旻的父親。
947年，刘知远登位後，追尊父親劉琠為皇帝，廟號後漢顯祖，諡號章圣皇帝，皇陵稱肃陵。